# مارت بووم

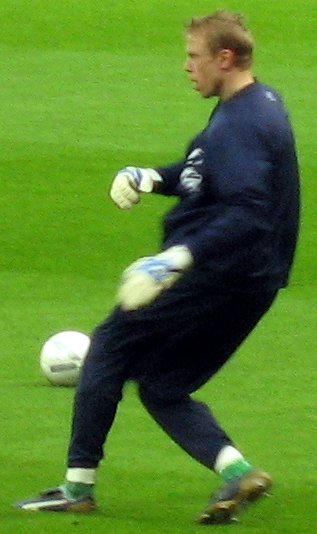
مارت بووم

مارت بووم (بالإستونية: Mart Poom)، من مواليد 3 فبراير 1972 في تالين في أستونيا، لاعب كرة قدم أستوني.
بدأ مسيرته الكروية مع نادي كوبيون بالوسويرا في عام 1992، ولعب معهم 9 مباريات، وفي موسم 1992/1993 انتقل إلى نادي فلورا تالين، ولعب معهم 22 مباراة، وفي موسم 1993/1994 انتقل إلى نادي ول السويسري، وفي عام 1994 انتقل إلى نادي بورتسموث الإنجليزي، ولعب معهم حتى عام 1997، وشارك معهم في 4 مباريات، وأعير في عام 1995 إلى نادي فلورا تالين، ولعب معهم حتى عام 1997، وشارك معهم في 14 مباراة، وفي عام 1997 انتقل إلى نادي ديربي كاونتي الإنجليزي، ولعب معهم حتى عام 2003، وشارك معهم في 146 مباراة، وأعير في موسم 2002/2003 إلى نادي سندرلاند الإنجليزي، وفي عام 2003 اشتراه نادي سندرلاند الإنجليزي، ولعب معهم حتى عام 2006، وشارك معهم في 58 مباراة وسجل هدف واحد، وفي موسم 2005/2006 أعير إلى نادي آرسنال الإنجليزي، وفي عام 2006 اشتراه نادي آرسنال الإنجليزي.
و قد بدأ باللعب مع منتخب أستونيا لكرة القدم في عام 1992.

## روابط خارجية
- مارت بووم على موقع الاتحاد الدولي (مؤرشف)  (الإنجليزية)
- مارت بووم على موقع الاتحاد الأوربي (الإنجليزية)
- مارت بووم على موقع اتحاد إستونيا (الإنجليزية)
- مارت بووم على موقع قاعدة بيانات كرة القدم.إي يو (الإنجليزية)
- مارت بووم على موقع ناشيونال فوتبول تيمز (الإنجليزية)
- مارت بووم على موقع Soccerbase.com (لاعب) (الإنجليزية)
- مارت بووم على موقع عالم كرة القدم.نت (الإنجليزية)
- مارت بووم على موقع كووورة